# سایه‌کاری‌ها
سایه‌کاری‌ها دومین آلبوم استودیویی از خواننده-ترانه‌پرداز استونیایی کرلی می‌باشد که در ۲۲ فوریهٔ سال ۲۰۱۹ از سوی سیکینگ بلو منتشر گردید.